# 凯基纳·阿列安努斯
凯基纳·阿列安努斯（英語：Aulus Caecina Alienus），（？—79年），古罗马将军。出生于维塞蒂亚，于公元68年于西班牙担任度支官。在公元69年的战争中发挥作用，在该战争中他先后支持加尔巴与维特利乌斯。维特利乌斯胜利后他担任执政官，后又将其出卖。维特利乌斯被韦斯巴芗推翻后，他于公元79年为韦斯巴芗之子提图斯以叛逆罪处决。

## 扩展阅读
- Tacitus, Histories, i. 53, 61, 67-70, ii. 20-25, 41-44, iii. 13; Dio Cassius Ixv. 10-14, Ixvi. 16; Plutarch, Otho, 7; Suetonius, Titus, 6; Zonaras xi. 17.
- 本条目包含来自公有领域出版物的文本: Chisholm, Hugh (编).  (第11版). London: Cambridge University Press. 1911.